# Ayegui
Ayegui là một đô thị trong tỉnh và cộng đồng tự trị Navarre, Tây Ban Nha. Đô thị này có diện tích là 9,58 ki-lô-mét vuông, dân số năm 2007 là 1568 người.
Đô thị Ayegui nằm ở độ cao 489 m trên mực nước biển.

## Biến động dân số
| Biến động dân số                                     | Biến động dân số | Biến động dân số | Biến động dân số | Biến động dân số | Biến động dân số | Biến động dân số | Biến động dân số | Biến động dân số | Biến động dân số | Biến động dân số |
| 1996                                                 | 1998             | 1999             | 2000             | 2001             | 2002             | 2003             | 2004             | 2005             | 2006             | 2007             |
| ---------------------------------------------------- | ---------------- | ---------------- | ---------------- | ---------------- | ---------------- | ---------------- | ---------------- | ---------------- | ---------------- | ---------------- |
| 849                                                  | 832              | 933              | 1 002            | 1 044            | 1 132            | 1 211            | 1 260            | 1 388            | 1 469            | 1 568            |
| Nguồn: Ayegui et instituto de estadística de navarra |                  |                  |                  |                  |                  |                  |                  |                  |                  |                  |